# Nick Busick
Nick Busick, noto con il ring name Big Bully Busick (Steubenville, 1º giugno 1954 – Weirton, 8 maggio 2018), è stato un wrestler statunitense meglio conosciuto per il periodo passato a lottare nella World Wrestling Federation ad inizio anni novanta, dove interpretava la gimmick del bullo stile anni venti con tanto di bombetta in testa, sigaro e maglione a collo alto.
Negli Stati Uniti, Busick è inoltre conosciuto per le sue apparizioni nella Georgia All-Star Wrestling e nella Global Wrestling Federation.

## Carriera
Busick, dopo un'esperienza come culturista e lottatore studentesco al college, divenne un agente di polizia nel 1973, all'età di 19 anni. Da sempre appassionato di wrestling, chiese a Mike Paidousis, lottatore storico della zona di Pittsburgh, di concedergli una settimana di allenamento sotto la sua guida. Superato il corso, egli lottò il suo primo match nella World Wide Wrestling Federation (WWWF) il 12 maggio 1978, perdendo contro Billy Red Lyons nella Pittsburgh Civic Arena. Nel corso dei prossimi due anni, Busick ebbe svariati altri incontri nella WWWF (nel frattempo rinominata WWF nel 1979) durante show svoltisi nella zona di Pittsburgh, fungendo prevalentemente da jobber, sebbene abbia vinto almeno due match.
Nel 1984, Busick, trasferitosi per lavoro ad Atlanta, utilizzò per la prima volta il personaggio di Big Bully nella Georgia Championship Wrestling. Busick restò coinvolto in numerosi feud con lottatori quali Abdullah the Butcher, Bruiser Brody, Mr. Wrestling II, Joel Deaton, ed altri meno conosciuti.

### World Wrestling Federation (1991)
Nel 1991, Busick debuttò nella World Wrestling Federation, dove assunse definitivamente la gimmick di un bullo di città vecchia maniera, come nei film muti di inizio secolo, completo di bombetta, grosso sigaro, e baffoni spioventi. In aggiunta a far prepotenze ai suoi avversari, Busick (insieme al manager Harvey Wippleman) arrivava a provocare anche i fan tra il pubblico a bordo ring, per esempio facendo scoppiare i palloncini dei bambini con il suo sigaro fumante. Aggredì persino l'annunciatrice Mike McGuirk, che venne "salvata" da Sid Justice, che poi sconfisse in breve tempo il "bullo". Dopo qualche settimana passata ad introdurre il suo personaggio, Busick iniziò un breve feud con Brooklyn Brawler quando Brawler sfidò Busick in un match che avrebbe dovuto decretare il vero ed unico "bullo" in WWF. The Brooklyn Brawler sconfisse Big Bully per conteggio fuori dal ring, e un rematch una settimana dopo vide invece la vittoria di Busick grazie all'interferenza di Wippleman a suo favore. Successivamente Busick avrebbe lottato, perdendo quasi sempre, con nomi importanti della federazione quali Bret Hart, Davey Boy Smith, Kerry Von Erich, e Jimmy Snuka; prima di lasciare la compagnia nel novembre 1991. Pochi mesi dopo si ritirò del tutto dal mondo del wrestling, andando a lavorare nel servizio sicurezza di un casinò.

## Altre attività
Dopo il ritiro dall'attività di lottatore, Busick lanciò la sua propria linea di integratori alimentari per l'allenamento in palestra, fondando la società "Big Bully Sports Nutrition".

## Personaggio
- Mossa finale
  - Stump Puller - WWF
  - Bully Blaster (Heart Punch) - GWF
- Manager
  - Harvey Wippleman[3][4]

## Titoli e riconoscimenti
- North Georgia Wrestling Alliance
  - NGWA Heavyweight Championship (1)
- Keystone State Wrestling Alliance
  - Hall of Fame (2015)